# Юлий Флор
Юлий Флор (на латински: Iulius Florus, † 21 г.) е принц на племето тревери.
През 21 г. той започва въстание заедно с Юлий Сакровир от племето едуи против римския император Тиберий, последното въстание на галите през 1 век. Римските легиони на Гай Силий Авъл Цецина Ларг потушават въстанието. Юлий Флор е убит, а Сакровир се самоубива.